# Parti des démocrates camerounais
Pour les articles homonymes, voir PDC.
Le Parti des démocrates camerounais (PDC) (en anglais : Cameroonian Party of Democrats (CPD)) est un parti politique camerounais gouvernemental situé au centre de l'échiquier politique.  Louis-Tobie Mbida en est le président depuis 1991, à la suite du rétablissement du multipartisme au Cameroun. Dans sa version longue, la devise du Parti des Démocrates Camerounais est : « Jusqu’à la mort, lutte pour la Vérité et La justice, et le seigneur Dieu combattra pour toi ». Les pères fondateurs du Parti des démocrates camerounais sont :
- André-Marie Mbida : premier chef du gouvernement camerounais, premier chef de l'État du Cameroun oriental, Premier ministre, conseiller de l'Union française, député à l'Assemblée nationale française, député du Nyong et Sanaga,
- Mathias Djoumessi : chef supérieur bamiléké de la Menoua, ministre du premier gouvernement camerounais, président du KOUMZE,
- Claude Akono : vice-président de l'Assemblée législative de 1958, député du Nyong et Sanaga, président du groupe parlementaire des Démocrates camerounais.

## Histoire

### Racines
Les racines du PDC remontent à la création de l'ATCAM (Assemblée territoriale du Cameroun) en 1952. Il est issu du courant de pensée démocrate-chrétien (Parti des démocrates chrétiens) rebaptisé Parti des démocrates camerounais à la suite de la victoire de son fondateur André-Marie Mbida (le 2 janvier 1956) face au colon Louis-Paul Aujoulat, qui, lui, dirige le Bloc démocratique camerounais (BDC).
L’ALCAM (Assemblée législative du Cameroun) remplace l'ATCAM le 23 décembre 1956 et le 10 mai 1957, André-Marie Mbida (président du parti) devient le Premier ministre et le premier chef d'État du Cameroun autonome (avec un gouvernement, un hymne, un drapeau et une devise) d'expression française. Il est élu par 56 voix pour, 10 voix contre et 4 abstentions .

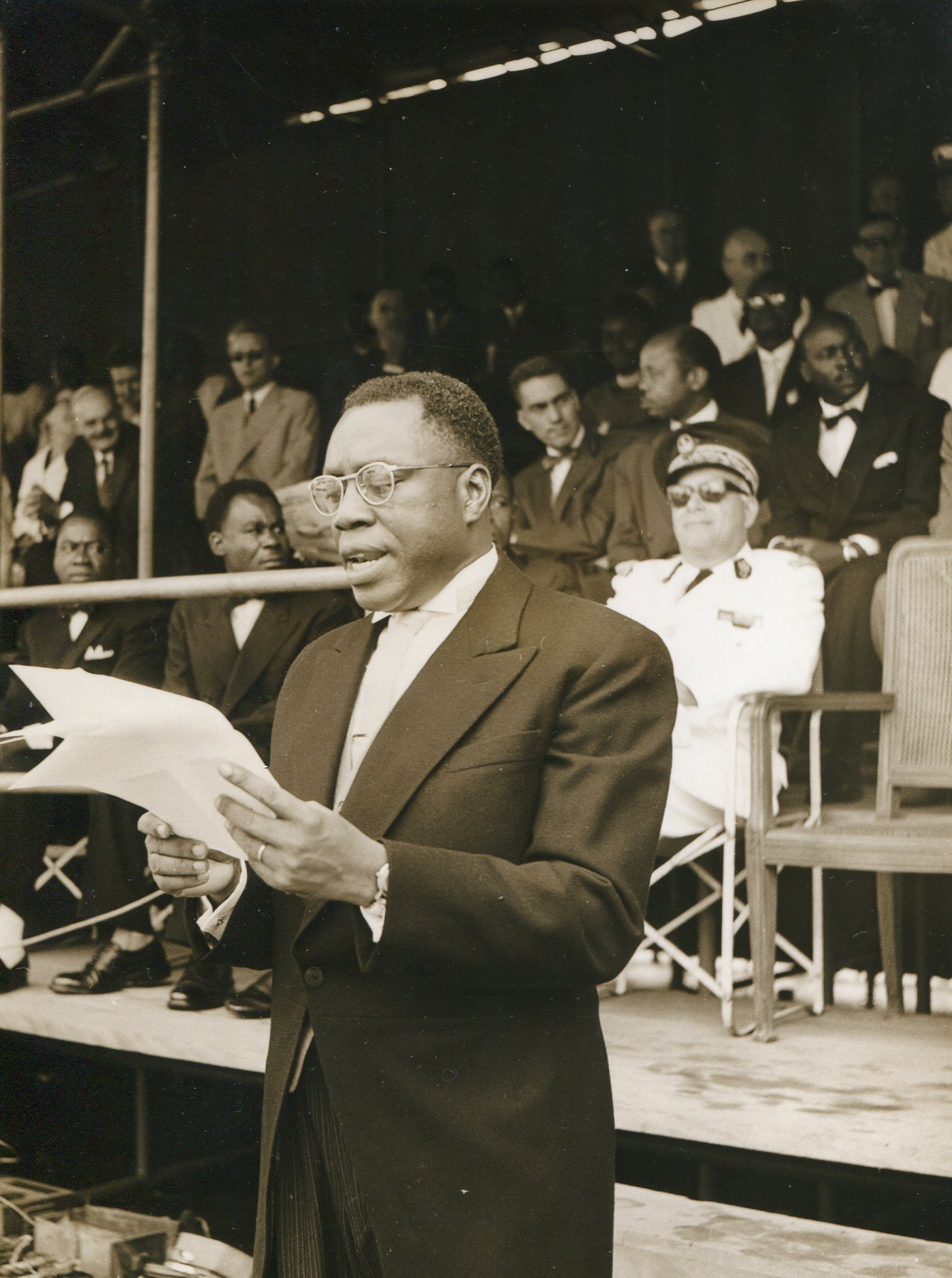
André-Marie MBIDA proclame l'autonomie interne du Cameroun oriental

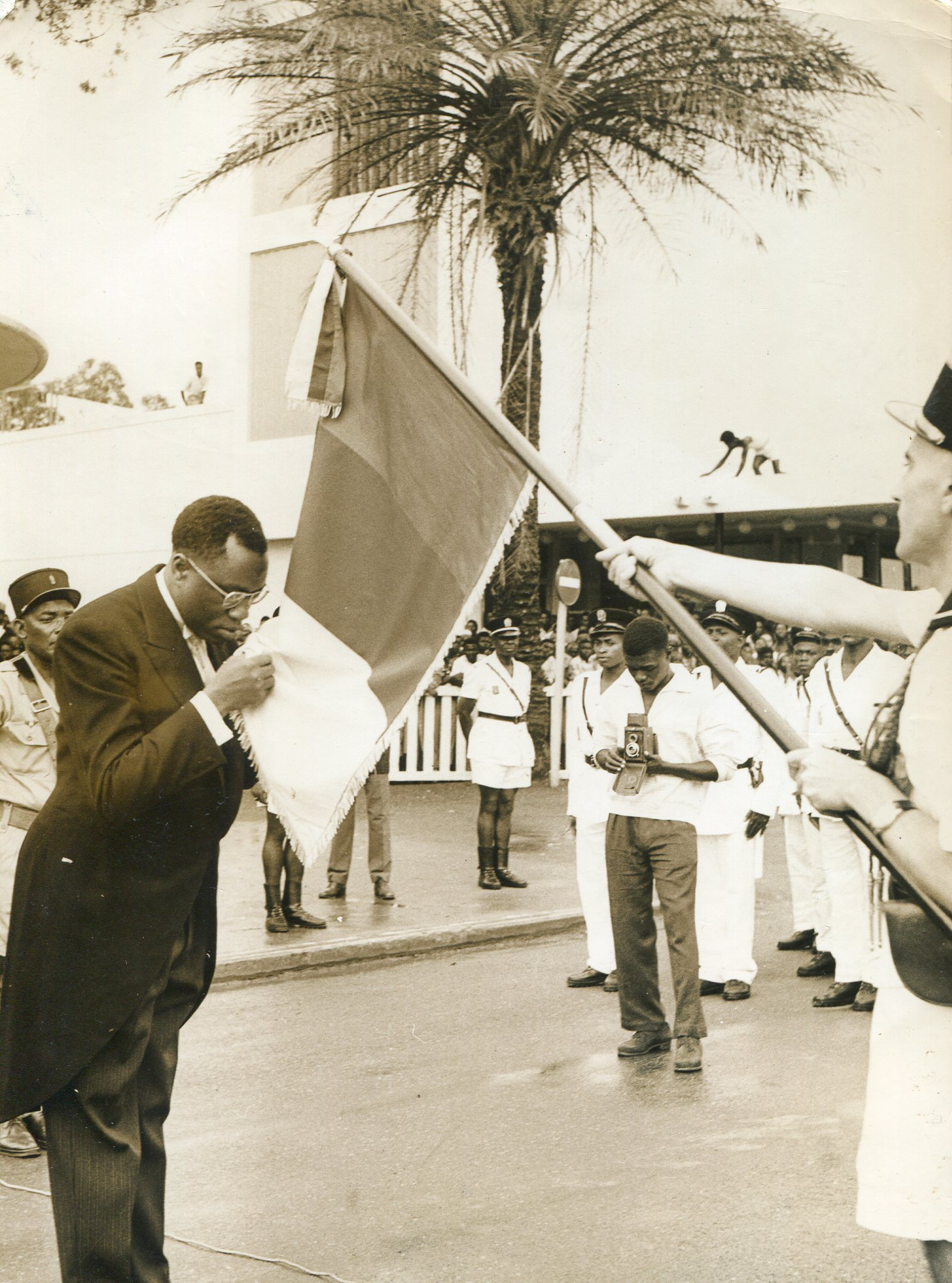
Devant la cathédrale de Yaoundé, André-Marie Mbida lève pour la première fois le tout premier drapeau camerounais, explique la devise et l'hymne est entonné

#### Gouvernement du16 mai 1957
- Premier ministre, chef du gouvernement : André-Marie Mbida
- Vice-Premier ministre (Intérieur) : Ahmadou Ahidjo
- Ministre d'État chargé des Affaires réservées et des Études : Mathias Djoumessi
- Ministre de la Santé : Haman Adama
- Ministre de l'Agriculture : Alfred Mandon
- Ministre des Finances : Arouna Njoya
- Ministre du Travail et des Lois sociales : Marigoh Mboua
- Ministre des Affaires économiques : Pierre Kotouo
- Ministre des Transports et des Mines : Michel Njiné
- Ministre de l'Éducation nationale : Vincent Ahanda
- Secrétaire d'État à l'Intérieur : Antoine Logmo
- Secrétaire d'État au Budget : François Biyo’o Olinga
- Secrétariat d'État à l'Agriculture : Talba Malla
- Secrétaire d'État à l'Information : Gaston Medou
- Secrétaire d'État à la Fonction publique : Germain Tsalla Mekongo

### Création
La création effective du Parti des démocrates camerounais (jusque-là groupe parlementaire à l’ALCAM) avec l'élection du comité directeur - l'adoption d'un programme politique - d'une devise (version simplifiée) : « Dieu - Patrie - Justice - Égalité » - d'un emblème le « coq vigilant et courageux » (utilisé depuis l'élection au palais Bourbon face à Louis-Paul Aujoulat) a lieu à Abong-Mbang le 12 janvier 1958. En 1991, cette devise a évolué : « Dieu - Patrie - Justice - Démocratie ». 

#### Les membres fondateurs du PDC
- André-Marie Mbida : Premier ministre, chef du gouvernement, député du Nyong et Sanaga
- Claude Akono : vice-président de l’Assemblée législative, député du Nyong et Sanaga
- Vincent Ahanda: ministre de l'Éducation nationale, député du Nyong et Sanaga
- Paul Amougou Nguelé: vice-président de la commission de l'Agriculture à l'Assemblée législative, député du Nyong et Sanaga
- Bernard Banag: secrétaire à l'Assemblée législative, député de la Sanaga-Maritime
- François Biyoo Olinga: Secrétaire d’État aux Finances, député du Nyong et Sanaga
- Antoine Logmo : Secrétaire d'État à l'Intérieur, député de la Sanaga-Maritime
- Jean Baptiste Mabaya : Vice-Président de l’Assemblée législative député du Haut-Nyong
- Blaise Manga Bilé : membre de la commission des Finances, député du Nyong et Sanaga
- Marcel Marigoh Mboua : ministre du Travail et des Lois sociales, député du Nyong et Sanaga
- René Mindjos : Secrétaire à l'Assemblée législative, membre de la commission des Finances, député du Boumba-et-Ngoko
- Gabriel Ndibo Mbarsola : membre de la commission des Grands travaux, député du Lom-et– Kadeï
- Médard Ngaba Ndzana : questeur à l'Assemblée législative, député du Nyong et Sanaga
- Pierre Ninekam : Secrétaire à l'Assemblée législative, député du Haut-Nyong
- Germain Tsala Mekongo : Secrétaire d'État à la Fonction publique, député du Nyong et Sanaga
- Joseph Yakana: membre de la commission des Affaires administratives, député du Mbam

#### Les membres du comité exécutif après le congrès fondateur
- André-Marie Mbida : président général
- Mathias Djoumessi : vice-président
- Gabriel Ndibo Mbarsola : vice-président
- Tobie Nana : Secrétaire général
- Joseph Yakana: Secrétaire général adjoint
- Paul Amougou Nguelé : Trésorier général
- Blaise Manga Bilé : Commissaire aux comptes

### Faits marquants
Le 16 février 1958, grâce à un passage en force sagement orchestré par Jean Ramadier, haut-commissaire français de l'État du Cameroun sous tutelle des Nations unies, Ahidjo fait tomber le gouvernement André-Marie Mbida en démissionnant avec la totalité des ministres du Nord qui lui sont fidèles. Il remplace ainsi André-Marie Mbida à la tête du gouvernement le 18 février 1958 . En réalité, ce n'est point la démission d'Ahidjo qui fait tomber le gouvernement Mbida, mais plutôt le haut-commissaire Jean Ramadier qui ne respecte pas les prérogatives du Premier Ministre. Dans les statuts de l'État autonome du Cameroun d'expression française, un haut-commissaire ne peut en aucun cas démettre un Premier ministre de ses fonctions . Or comme Jean Ramadier veut la « tête » de Mbida, il va susciter le dépôt de motions de censure contre le gouvernement, donner quelques billets de banque soit 200 000 fcfa aux parlementaires qui se ligueront contre Mbida puis refuser d'entériner au mépris des textes le remaniement gouvernemental de Mbida après la démission d'Ahidjo de la coalition parlementaire. Le 15 février Mbida a rompu son appartenance avec le groupe socialiste SFIO et il démissionne de ses fonctions de Premier ministre le 18 février. Il est fort malheureux de souligner que l'illégalité des actes posés par Jan Ramadier n'intéresse pas les concurrents politique du Premier ministre. Seuls comptent son départ et la perspective de son remplacement. 
Le 15 février suivant, Mbida rompt son apparentement avec la SFIO. Après sa démission au poste de Premier ministre, son parti rentre dans l'opposition parlementaire. Le Premier ministre Ahmadou Ahidjo forme un gouvernement de coalition avec les Paysans indépendants de Michel Njiné et le MANC de Charles Assalé, en excluant les Démocrates camerounais, par ailleurs ses anciens partenaires. Il intègre à titre individuel Charles Okala du Parti socialiste camerounais et Pierre Ninekan (ex. Démocrates camerounais).

## Un jour dans l'histoire du Cameroun

### Référendum du21 février 1960
Au mois de février 1960 grâce à la loi du 31 octobre 1959 les contours de la nouvelle République du Cameroun étaient initiés. Le vote de l'Assemblée générale des Nations unies autorisant la levée sans conditions de la tutelle de la France sur le Cameroun et les pleins pouvoirs octroyés à Ahmadou Ahidjo malgré la vive opposition de Daniel Kemajou et des Démocrates Camerounais tels que Tsalla Mekongo Germain, Akono Claude et Yakana Joseph. Le gouvernement Ahidjo va organiser sans contrôle aucun et à sa guise les futures consultations électorales dont le référendum du 21 février 1960. Ce référendum fut pour Ahmadou Ahidjo une véritable épreuve. 
Le gouvernement de 1960 était entre les mains de l'Union camerounaise créée le 2 mai 1958 à Garoua. L'Union camerounaise peu populaire et pratiquement inconnue du reste du pays en dehors de la région du Nord, comptait peu de sympathisants au Cameroun. Outre la traditionnelle opposition de l’UPC, le gouvernement Ahidjo avait aussi en face de lui le bastion du Sud-Cameroun contrôlé par une opposition active et sévère animée par le Parti des démocrates camerounais (PDC) d'André-Marie Mbida. Le gouvernement Ahidjo, depuis octobre 1959, avait laissé s’installer un climat conflictuel dans le pays.
Au lendemain de la proclamation de l’indépendance le 1er janvier 1960, le vote du 21 février 1960 apparaissait comme un véritable test de popularité pour le gouvernement Ahidjo.
Le 21 février 1960, les 1 771 969 électeurs camerounais inscrits sur les listes électorales devaient se prononcer par Oui ou par Non et dire s'ils acceptaient que la première constitution du Cameroun fût calquée sur celle de la cinquième République française. 
Cependant, la véritable surprise fut provoquée par le vote positif du département Bamiléké. La victoire du « Oui » dans cette zone troublée par la rébellion de l’UPC marquait la percée de l’Union camerounaise dans les hautes terres de l’Ouest. 
Toutefois, le grand Sud-Cameroun à l'instigation du Parti des démocrates camerounais (PDC) d'André Marie Mbida avait massivement voté « Non » jetant ainsi le trouble et un doute sérieux sur la valeur de la Constitution de 1960.
Le gouvernement Ahidjo avait gagné uniquement grâce aux suffrages du Nord-Cameroun. De ce fait, le Premier ministre Ahidjo perdait son challenge politique. Sur les vingt un départements, qui correspondaient également à des circonscriptions électorales, dix émirent un vote massif négatif et dans huit on enregistra un fort taux d’abstentions. Si le Premier Ministre Ahidjo admettait stoïquement le vote négatif dans les départements du Sud Cameroun sous l’influence des Démocrates Camerounais de l’ancien Premier ministre André-Marie Mbida, il comprenait difficilement le rejet de la constitution dans le Mungo et dans le Wouri.
Par ailleurs, Ahmadou Ahidjo avait compris que le non massif du peuple camerounais sanctionnait les choix politiques qui avaient été les siens depuis le 18 février 1958. 
Dès lors il sera légitime de se demander si Ahmadou Ahidjo pouvait dans ces conditions continuer à diriger le pays avec seulement le soutien du tiers de la population et s'il allait mettre en place la régionalisation du pouvoir comme le prévoyait la constitution? 
Le Cameroun indépendant va ainsi naître dans des conditions douteuses qui n'augureront rien de positif pour l'avenir de la nation camerounaise. 
André-Marie Mbida mettra en place l'État du Cameroun le 10 mai 1957 tandis que Ahmadou Ahidjo tentera de promouvoir la Nation camerounaise dès le 1er janvier 1960.

### Législatives du10 avril 1960
Dans le décret no 60-50 du 4 mars 1960 portant répartition des sièges à l'Assemblée nationale, le Premier ministre Ahmadou Ahidjo crédite le nord Cameroun de 44 sièges à pouvoir contre 56 dans le reste du pays (grand Sud) dont 14 pour le Bamiliké et 12 pour le Nyong-et-Sanaga. Les résultats sont très controversés dans le grand sud en raison de la forte implantation des Démocrates dans cette partie du territoire:
- Le Parti des démocrates camerounais recueille officiellement les 12 sièges du Nyong-et-Sanaga et perd 8 sièges par rapport à la précédente législature.
- L'Union des populations du Cameroun recueille 8 sièges.
- Les progressistes (ex-MANC) recueillent 7 sièges, et Paul Soppo Priso est officiellement battu dans la circonscription du Wuri I par Alexandre Ndumb'a Duala.
- L'Union camerounaise d'Ahidjo recueille officiellement 51 sièges.
- Les 14 élus du Bamiliké et 5 autres députés originaires du Bamiliké et élus dans le Wuri et le Mungo forment un groupe parlementaire (Front populaire pour l'unité et la paix). Ce groupe parlementaire homogène sur le plan communautaire est hétéroclite sur le plan politique. Certains de ses députés sont membres de l'UPC, de l'UC ou du MANC.
- Alexandre Ndumb'a Duala, Marcel Bebey Eyidi et Hans Dissaké sont sans étiquettes.

Au cours de la première législature, l'Union camerounaise, le Front populaire pour l'unité et la paix et les progressistes forment la majorité parlementaires. Ce qui permet à Ahmadou Ahidjo d'être élu président de la République le 5 mai 1960.

### Législatives Fédérales d'avril 1964
Conformément aux dispositions transitoires de la loi constitutionnelle du 1er septembre 1961, les premières élections législatives fédérales sont organisées le 26 avril 1964 sur l'ensemble du territoire national. L'alliance UC-KNDP présente des listes uniques dans toutes les six circonscriptions électorales au Cameroun (Nord - Centre Sud - Ouest - Est - Littoral - Cameroun occidental), à l'exception du Nyong-et-Sanaga où elle fait face au PDC et du Cameroun occidental.
Marguerite Mbida âgée de 36 ans, mère de quatre enfants : Thérèse 10 ans, Louis Tobie 8 ans, Alphonse 5 ans, Paul 2 ans et épouse du prisonnier politique Mbida condamné à trois ans de prison ferme, va se présenter comme tête de liste du PDC à ces élections législatives. Le PDC sera le seul parti politique à avoir osé se présenter à ces élections législatives de triste mémoire.
Les leaders d’opinion camerounais de cette époque sont tous soit en exil soit en prison. À ses côtés et sur la même liste, Marguerite Mbida a réuni Germain Tsalla Mekongo, Paul Amougou Nguelé, Claude Akono, Elias Tsoungui, Blaise Manga Bilé, Eugène Nogo, Jean Ayissi Ntsama, Barnabé Mballa, Pierre Savom, Salomon Zé Zo'o, Max Abé, Antoine Bounoungou, Tobie Nana.
Les résultats de ces élections selon des sources dignes de foi donnent une victoire massive au PDC dans ce qui s’appelle alors le Nyong-et-Sanaga. Cette victoire électorale leur sera confisquée au nom de l’unité nationale et du parti unique en gestation. Officiellement, les Démocrates camerounais réalisent un score de 25 % des suffrages exprimés (soit 129 517 suffrages contre 388 594 suffrages à la liste UC-KNPD) selon l'Administration territoriale et de la fonction publique. Le décompte parallèle des suffrages, effectué par l'hebdomadaire l'Effort camerounais dans 21 des 22 bureaux de vote, et publié dans le no 440, attribue la victoire à la liste des Démocrates avec 174 516 suffrages exprimés contre 50 245 suffrages exprimés pour la liste UC-KNDP.
Dans tout le Nyong et Sanaga : de Bertoua à Abong Mbang avec des hommes comme Benjamin Moud, à Mbalmayo fief politique de Paul Amougou Nguele, à Ebolowa chez Ntsam Zo'o de Nko'ovos, à Yaoundé chez Jean Ayissi Ntsama qui transformera Mvog Mbi en quartier « Katanga », en passant par Obala, Sa'a, Nlong Bon chez le chef Mvilongo Nomo Onguené et Okola, les électeurs du PDC vont refuser que leur soit volée cette victoire électorale.
Cette fidélité politique irrite le président fédéral Ahmadou Ahidjo qui venait pourtant de réaliser, au mois de janvier 1964, une tournée triomphale dans ce département où, il déclara le 12 janvier 1964, devant des foules impressionnantes et enthousiastes
« Au sujet de votre vote contre le référendum (...) Si les populations de Mbalmayo ou d'ailleurs avaient voté contre cette constitution, c'est parce qu'elles avaient à leur tête de mauvais bergers. J'ai compris qu'elles ont suivi de bonne foi les conseils des démagogues et des jaloux. Je n'ai jamais douté de votre sagesse. Je savais que vous finiriez par comprendre ; que vous finiriez par rejeter les démagogues, par nous rejoindre, pour que, fraternellement, nous bâtissions une nation unie, une nation prospère. Quant aux autres, que vous qualifiez à tort, à mon avis, de Démocrates - ils n'ont rien de démocrate - et que j'appelle, quant à moi, apprentis sorciers, apprentis dictateurs, je crois que c'est leur faire trop d'honneur que de parler longuement d'eux. Le peuple a compris, le peuple, surtout du Nyong-et-Sanaga, a compris. Je n'ai aucun doute à ce sujet. Depuis trois, quatre jours, je parcours ce département, j'ai vu de mes propres yeux que le peuple a compris. (...) Et comme je l'ai dit hier, je sais que les populations du Nyong-et-Sanaga et d'ailleurs, avant longtemps, rejetteront définitivement dans l'ombre, les mauvais bergers ; on n'entendra plus parler d'eux, sauf, comme je l'ai dit ailleurs, en prison, s'ils ne respectent pas les lois et règlements de la République. Oui ils parlent de dictature. Pour eux, la démocratie consiste, pour les sous-préfets, à les laisser faire des tournées de case en case et semer la subversion. (...) Nous la combattrons toujours la subversion ; l'ordre a été donné à tous les fonctionnaires d'autorité de combattre la subversion d'où qu'elle vienne. (...) » .
C'est le dernier acte public de résistance au projet de parti hégémonique de l'UC-KNDP toléré sous Ahidjo.
Le gouvernement fédéral fera descendre la gendarmerie dans les villages. À Essong, Etong Bidjoé, Endama, Endinding, Efok, Elig Mfomo, Batchenga, Sa’a, Talla, Itaka, Nkengue, Mebomo, Evodoula, Obala, Lebamzip, Bikogo, Ngog Sa’a, Nlong Bon, Nkol-feb, Nkometou, Nanga-Eboko, Ezezang, Ayos, Doumé, Yokadouma, Etetak, Nkol Bisson, Nkol Nkoumou, Lebot, Afan-Oyo, Nkol-Avolo, Mfou, Nkoa-Abang, Mbankolo, Oliga, Ozom, Lobo, Mbalmayo, Ngomedzap, on ne saurait les citer tous. Des armes sont arrachées aux gendarmes par des populations aux mains nues. Les militants du PDC seront alors massivement déportés vers les camps de concentration tristement célèbres de Mantoum, Tcholliré et Mokolo.
L'irrédentisme des populations et des élites de cette circonscription est sanctionné le 24 juin 1964 par l'éclatement du Nyong-et-Sanaga en 5 départements pour motif de sous-administration du département en raison de son immensité territoriale et sa densité de population :
- Haute-Sanaga, Nnanga Eboko
- Nyong-et-Mfoumou, Akonolinga
- Nyong-et-So'o, Mbalmayo
- Lékié, Monatélé
- Mefou, Yaoundé

Le clivage irréductible entre le président Ahidjo et les partisans Démocrates se poursuit par des sanctions: l'ex département du Nyong-et-Sanaga n'a plus qu'un seul représentant dans le gouvernement fédéral du 1er juillet 1964. Il faut désormais réaliser d'autorité le projet du parti unique.
Le 1er septembre 1966, la naissance de l'Union nationale camerounaise (UNC) et l'interdiction du multipartisme contraint le parti à cesser ses activités après que son leader ait été assigné en résidence surveillée. Le PDC refusa de s'intégrer à l'UNC.
De nombreux militants du PDC seront incarcérés à la suite de la mise en résidence surveillée le 3 août 1968 de leur leader André Marie Mbida à Yaoundé. Tous les collaborateurs directs, les hommes et les femmes de la maison Mbida seront emprisonnés sans aucun jugement à Mantoum, Tcholliré et Mokolo pour des durées allant de 6 à 8 ans d'enfermement.

## Après la re-légalisation de 1991

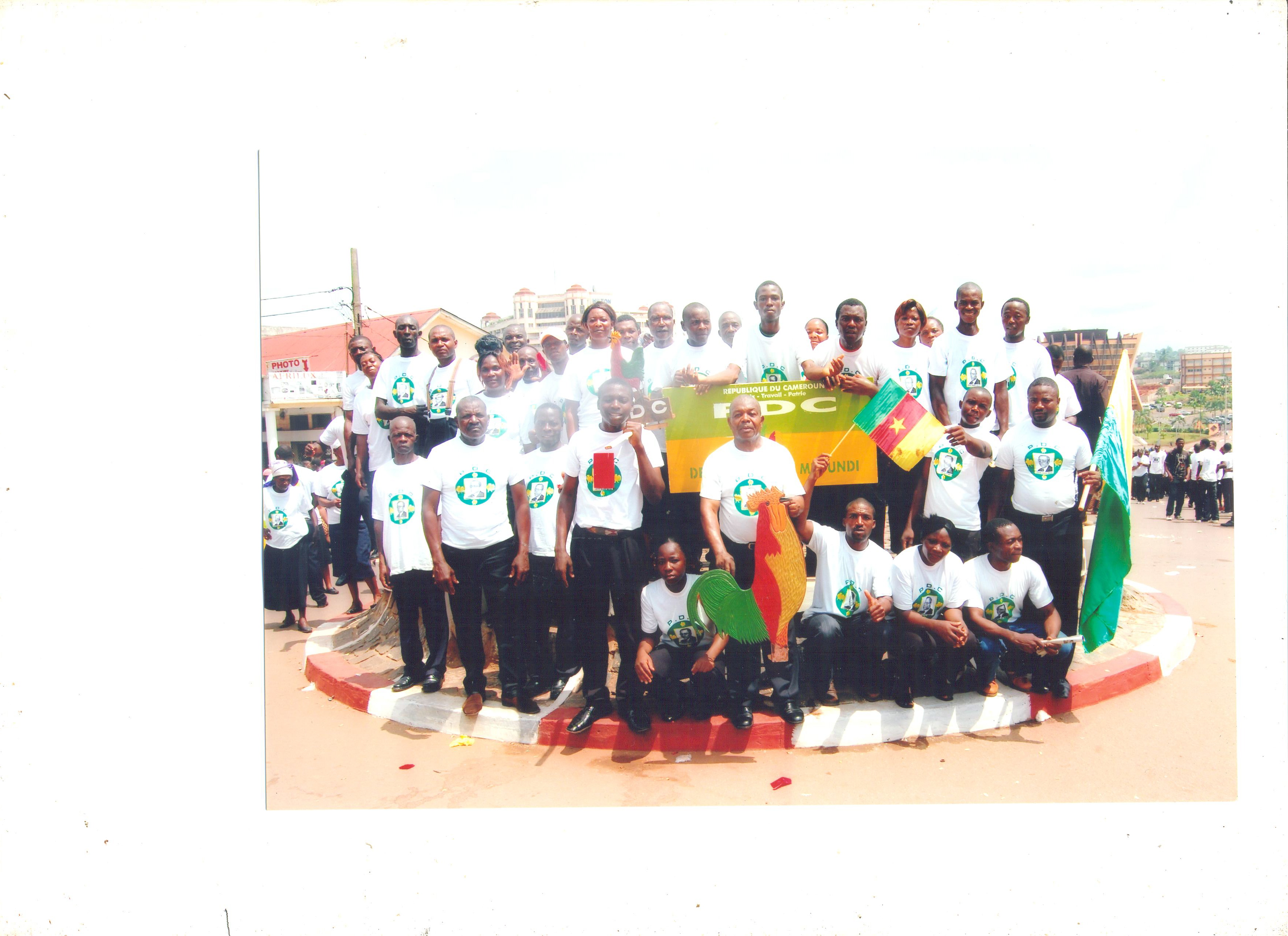
Des militants avant le défilé du 20 mai 2010 à Yaoundé, 1

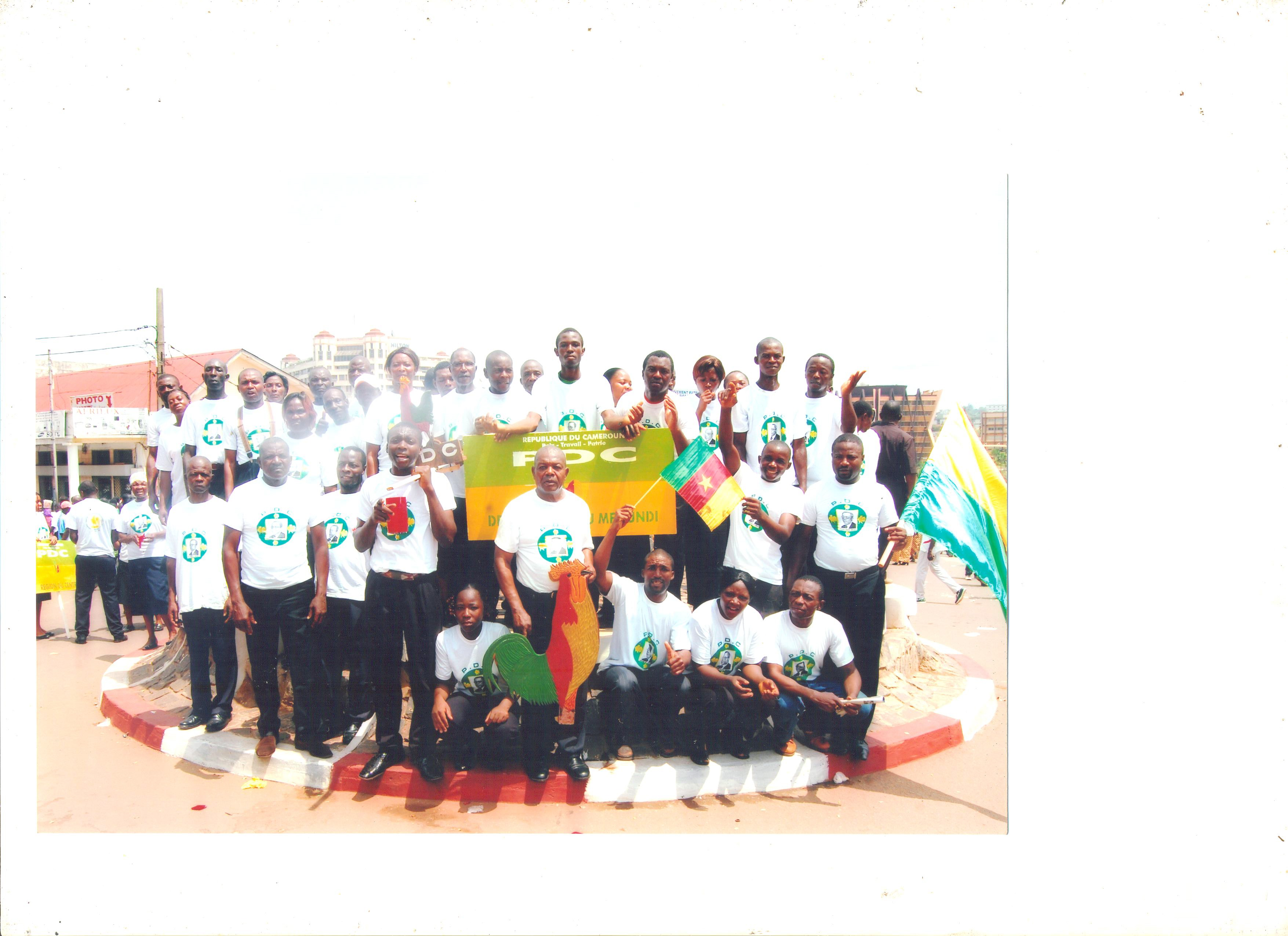
Des militants avant le défilé du 20 mai 2010 à Yaoundé, 2

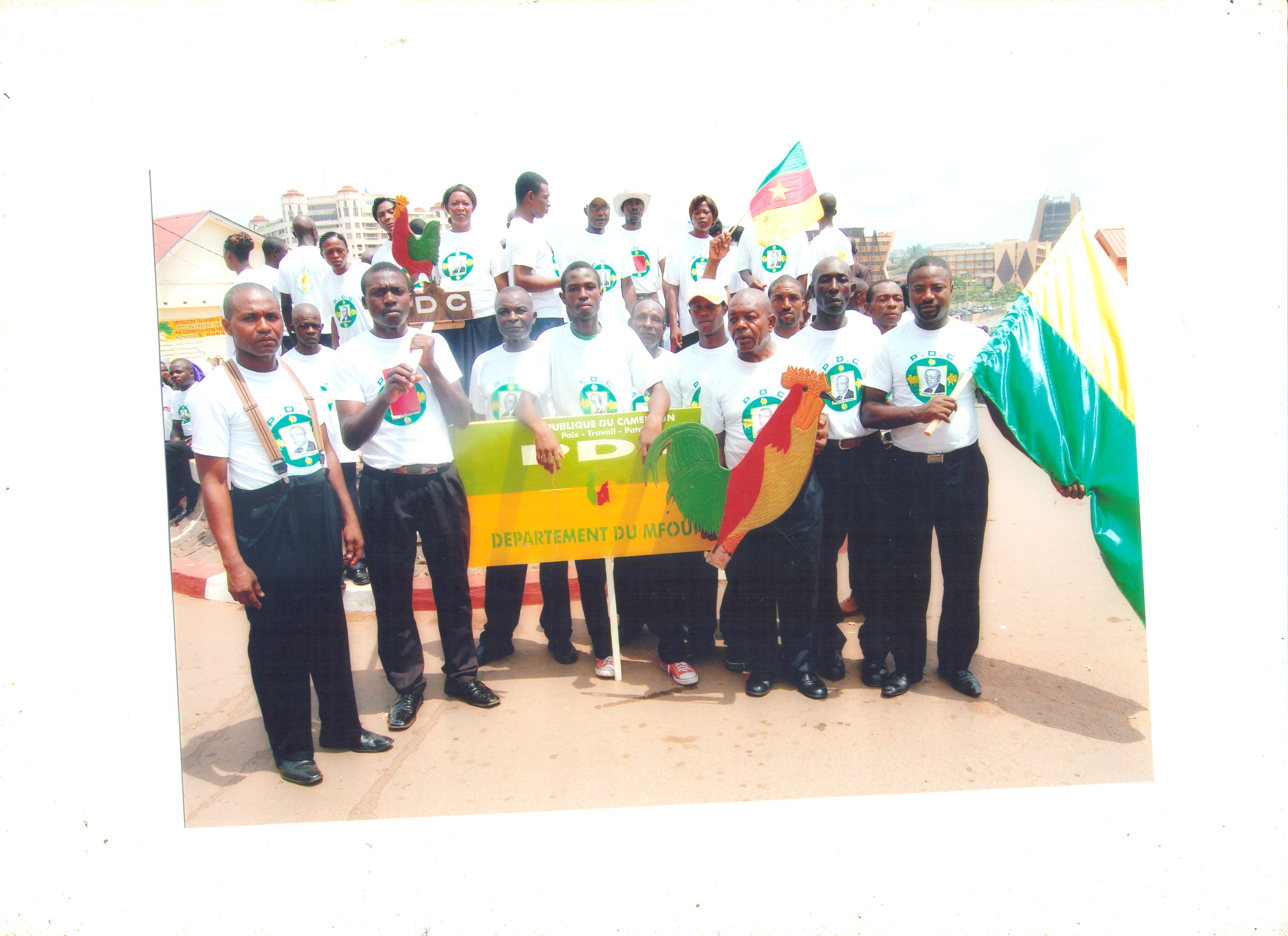
Des militants avant le défilé du 20 mai 2010 à Yaoundé, 3

Louis-Tobie Mbida en devient le président et le parti va devoir faire face à de nouveaux enjeux:
« Faire du camerounais un citoyen, améliorer les conditions de vie des camerounais, faire du Cameroun une terre de prospérité dotée d’institutions crédibles, animée par des hommes et des femmes librement choisis par les citoyens qui ont fait de la démocratie un sacerdoce, de la liberté un principe et du progrès un objectif sont des enjeux universels. Je crois en la démocratie et je suis resté honnête dans cet océan d’ignominie parce que j’ai vécu à même la chair les affres de l’arbitraire et de la dictature ».
En 1991, le Parti des démocrates est limité par la faiblesse de ses structures. À la différence de l'Union des populations du Cameroun, le parti renaît sur un tas de cendres. À l'exception de son sigle, de son emblème et de sa devise, tout est à refaire. Le parti ne dispose pas de moyen financiers suffisants pour se doter de la base d'infrastructures et de la logistique nécessaires pour merner à bien une campagne électorale à l'échelle nationale. Son président est jeune, il vit modestement dans l'ancienne résidence de son père à Mbankolo, une banlieue de Yaoundé. Malgré cela, en réponse à la presse nationale et internationale sur « les problèmes actuels que connaît le Cameroun », il déclare : «Le PDC rejette (…) toute tentative de nivellement idéologique de l'opposition, il ne veut pas avoir combattu le parti unique sortant pour fusionner avec un parti unique de l'opposition. Même si les objectifs demeurent communs, la démarche à suivre doit correspondre à la personnalité politique propre à chaque parti ». 

### La rencontre tripartite
Des semaines avant, en juin 1991, le président Biya a déclaré que la « conférence nationale souveraine est sans objet » et qu'il ne discutera point avec l'opposition camerounaise tant que celle-ci ne sera pas passée devant les urnes.
Le PDC, sous l'égide de son président va participer aux réunions de la coordination des « partis politiques et associations » sur invitation du Dr Victorin Hameni Bieleu président de l'UFDC. Mais après une participation à trois de ces réunions de la « Coordination » : à Bamenda en mai 1991, à Douala en juin 1991 et à Yaoundé en juillet 1991, le parti va se désolidariser de la « Coordination » pour incompatibilité de choix et de méthodes de combat politique.
Louis-Tobie Mbida crée avec maître Guillaume Appolinaire Nseth et Célestin Bedzigui l'ORD (Opposition Républicaine et Démocratique).
Des négociations entre l'ORD, le Premier ministre Sadou Hayatou, Jacques Fame Ndongo et Pierre Moukoko Mbonjo vont aboutir à une invitation à des entretiens avec le chef de l'État camerounais, Paul Biya. 
Le 19 juillet 1991, Louis-Tobie Mbida et tous les hommes politiques de l'ORD s'entretiedront chacun avec le président Paul Biya mais les chefs de file de « l'opposition dite radicale » refuseront de participer à ces entrevues. Les entretiens avec le Président Biya en juillet 1991 permettront de mettre en place la Rencontre Tripartite. La « Rencontre Tripartite » initiera la loi électorale qui a cours ce jour encore au Cameroun de 2009. Des accords sur la base du consensus seront atteints et en 1992, lors des premières élections multipartites au Cameroun, le PDC soutient la candidature de Paul Biya (candidat du RDPC - ex UNC).
Mais sitôt la situation politique explosive des années 1990 éteinte, sitôt les villes mortes initiées par Mboua Massock interrompues, le président Paul Biya et son équipe s'empresseront d'oublier les accords politiques et les promesses d'amélioration tant socio-économiques qu'administratives et politiques faites aux Camerounais. 
Le PDC estime, tenant compte de la situation politique camerounaise d'après 1991, que la Rencontre Tripartite aura été un rendez vous manqué avec l'Histoire. L'espoir suscité par cette rencontre va disparaître au regard du comportement politique du Chef de l'État Camerounais Paul Biya qui ne tiendra aucune des promesses politiques données après les accords consensuels obtenus au cours de la tripartite entre le 30 octobre 1991 et le 13 novembre 1991. 
Le PDC en veut pour preuve l'agression faite sur des camerounais jeunes et moins jeunes en février 2008 parce qu'ils protestaient contre « la vie chère » et la modification arbitraire par le chef de l'État Paul Biya de l'article 6 de la Constitution du Cameroun promulguée le 18 janvier 1996, sachant que cette Constitution fut une des promesses de la « rencontre tripartite ». La « limitation des mandats présidentiels » conformément à l'article 6 de la constitution du 18 janvier 1996 qui aurait dû avoir effet dès 2011 sera ainsi modifiée pour que l'actuel chef de l'État Paul Biya puisse récidiver. 
Sous un multipartisme de façade signalé par la légalisation de plus de 160 partis politiques au Cameroun, le régime monolithique installé après l'obtention des pleins pouvoirs accordés au Président Ahmadou Ahidjo le 29 octobre 1959 s'est poursuivi sous l'égide de l'UC, de l'UNC et du RDPC. Il s'agit du même parti politique ayant réalisé un toilettage de sa dénomination politique mais qui n'a jamais renié sa doctrine fasciste et totalitaire  tel qu'il le reconnaît lui-même dans un opuscule rédigé en août 1961 et qui servait de base de travail à la formation des cadres de l'UC. Pour renforcer cette vision monolithique et fasciste de la politique au Cameroun, des cadres du RDPC ont suvi un stage de formation en Chine en 2008. Les notions d'escouades et de sections sont empruntées aux régimes fascistes tel que le reconnaît lui-même l'UC qui deviendra UNC et aujourd'hui RDPC depuis le 24 mars 1985 à Bamenda.

### Élections et fraude électorale
Malgré les risques avérés de fraude électorale et de manipulation des résultats électoraux, le parti a participé 
- aux élections législatives de 1992
- aux élections municipales de 1996
- aux élections législatives de 1997

D'après le Parti des démocrates camerounais et son leader, la fraude électorale, la corruption et le mensonge politique sont au Cameroun les moteurs essentiels de la démarche du Pouvoir, ce sont les seuls ressorts qui permettent au parti au pouvoir et à son chef, le président Paul Biya, de se maintenir en place au détriment des aspirations légitimes des Camerounais en termes : 
1. de bien-être,
2. d'amélioration de leurs conditions de vie,
3. d'instauration d'institutions républicaines crédibles,
4. de réalisations de projets d'investissements publics générateurs de richesses et pourvoyeurs d'emplois,
5. de l'industrialisation du Cameroun,
6. de la mise en place d'infrastructures routières et autoroutières,
7. d'écoles, de collèges, de lycées et d'universités,
8. de centres hospitaliers régionaux, départementaux et d'arrondissements,
9. d'une couverture maladie,
10. de la multiplication des adductions d'eau,
11. de l'électrification par diverses méthodes,
12. de l'installation des « autoroutes de l'information » en termes de réseaux et autres « spots » internet au Cameroun,
13. de la facilitation et de l'incitation à l'initiative privée génératrice de biens et capables de résorber le chômage des jeunes et des moins jeunes,
14. du développement des arts et de la culture,
15. de l'essor des sports.

### Concernant l'exode rural, l'immigration et les revendications
Voici ce que l'on peut lire dans les textes du parti et différentes interventions de son leader :
« A l'exode rural des années 1970 et 1980 ayant vu des camerounais se mouvoir des villages et campagnes vers les villes et autres cités, a succédé l'immigration massive vers l'Europe et les États-Unis d'Amérique. Le Cameroun de ces vingt sept dernières années, par négligence et par incompétence à gérer ses ressources humaines, a contraint de nombreux camerounais à l'exil volontaire. »
« Les termes diaspora camerounaise recouvrent aujourd'hui une réalité socio-politique que les autorités camerounaises ont du mal à cerner, à gérer et surtout à maîtriser. La « Diaspora Camerounaise » est tout aussi bien une force socio-économique dont les potentialités effraient le gouvernement camerounais en termes de prise de pouvoir de réalisations et de résolutions des problèmes quotidiens des familles, dont de camerounais restés au pays. « C'est celui qui paye qui décide » : le gouvernement camerounais l'a bien compris même si cette vérité n'a pas encore fait son chemin au sein de la diaspora dont la cohésion politique n'est qu'en cours de structuration. »
« Les méthodes désastreuses et prédatrices du parti au pouvoir, qui se comporte toujours en parti unique depuis 1960 ont été érigées en système de gestion politique dans la Nation Camerounaise. Le Parti des démocrates camerounais (PDC) avec d'autres forces politiques dans la Nation lutte pour faire enfin des Camerounais de vrais citoyens, le PDC veut créer un couple nouveau : celui entre l'État et le Citoyen, un État "complice" du Citoyen, un État Conseiller du Citoyen, un État partenaire du citoyen, un État solidaire du citoyen, un État qui - osons le dire - sera enfin l'ami du citoyen par opposition à l'État colonial oppresseur et irrespectueux qui érigea l'humiliation et le dédain en système de gestion des hommes désignés comme indigènes et autres autochtones et par opposition à l'État parti UC / UNC / RDPC arrogant, méprisant, refusant tout dialogue franc, l'État parti UC/ UNC / RDPC exclusif, ostracisant, totalitaire, arbitraire qui aura écrasé les "populations camerounaises" sous la corruption, la peur de la coercition et la fraude électorale pendant des décennies. »
« Le combat politique essentiel au Cameroun de 2009 reste celui de l'instauration de la démocratie par des élections libres et transparentes. Le Cameroun a besoin pour cela de règles claires acceptées par tous pour des élections crédibles. »
« La communauté internationale ne saurait rester sourde à ces revendications. Le Cameroun comme tous les pays vivant à l'ombre des régimes anti-démocratiques a besoin de l'aide des "vieilles démocraties. »
« A chacun son Munich pourrait -on déclarer à cet endroit et faut-il le rappeler ici: chaque Nation couve en son sein son Catilina, Paul Biya est aujourd'hui au Cameroun notre Catilina. Notre devoir désormais en tant que Camerounais est de devenir tous des Cicérons et de dire à cet homme : “ Quo usque tandem abutere, Catilina, patientia nostra? quam diu etiam furor iste tuus nos eludet? quem ad finem sese effrenata iactabit audacia? ”
“Jusques à quand abuseras-tu de notre patience, Catilina? combien de temps encore serons-nous le jouet de ta fureur? jusqu'où s'emportera ton audace effrénée ? En paraphrasant Cicéron nous pourrions demander : “ Jusqu'où abuserez vous de notre patience, Monsieur le Président Paul Biya ”»